# Puante

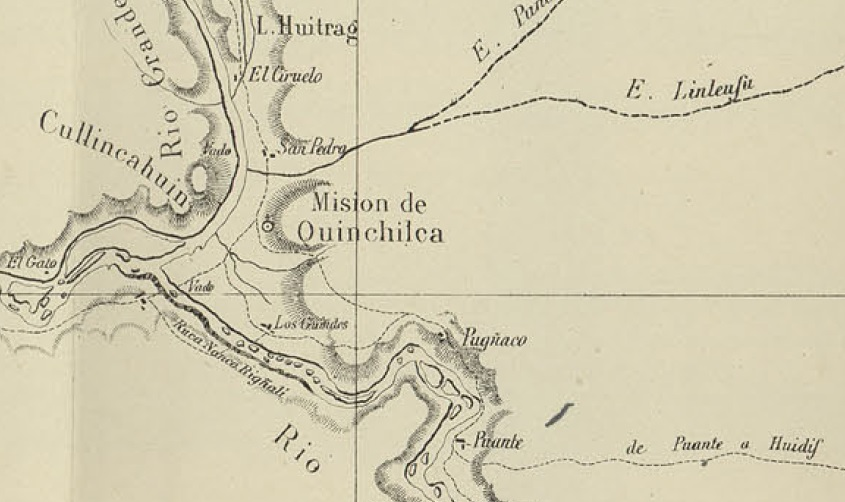
Puante en Camino Real en el Mapa de la expedición de Francisco Vidal Gormaz en 1869

Puante es un caserío de la comuna de Los Lagos, ubicada al este de la capital comunal, junto al río Quinchilca.

## Hidrología
Puante se encuentra en la ribera este del río Quinchilca cerca de la localidad de Puñaco.

## Accesibilidad y transporte
Puante se encuentra a 18,9 km de la ciudad de Los Lagos a través de la Ruta T-39 y T45.